# Puis de Gerber
El Puis de Gerber és una muntanya de 2.738 metres que es troba al municipi d'Alt Àneu, a la comarca del Pallars Sobirà. Forma part de la carena que separa la vall de Gerber del circ de Saboredo.